# Acquedotto di Colognole

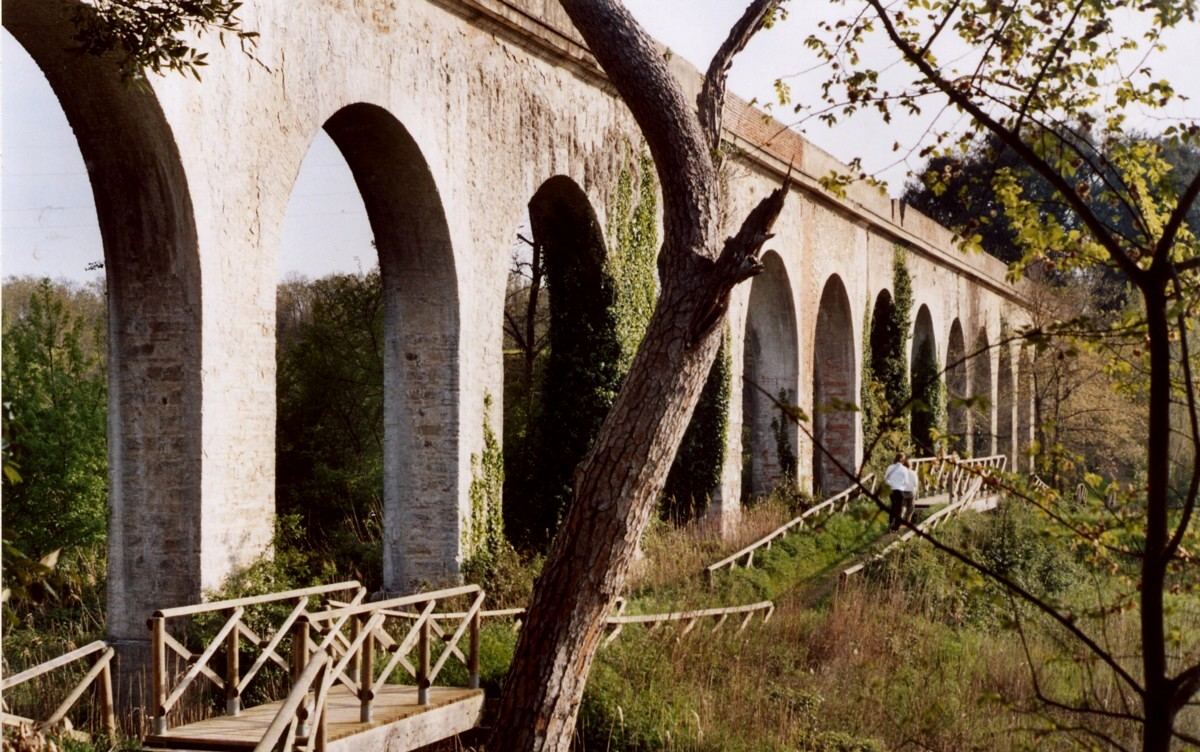
L'Acquedotto di Colognole presso il Cisternino di Pian di Rota a Livorno

L'acquedotto di Colognole, detto anche Acquedotto Lorenese, è stato il principale rifornimento idrico della città di Livorno dal 1816 al 1912.
Fu avviato durante il granducato di Ferdinando III di Lorena, e la sua costruzione proseguì sotto la direzione di vari architetti, tra problematiche e ripensamenti, fino all'unificazione d'Italia.
Sebbene l'opera sia stata inaugurata sotto il medesimo Ferdinando, un contributo significativo si ebbe durante il successivo granducato di Leopoldo II, a cui l'opera, talvolta, viene impropriamente associata col nome di Acquedotto Leopoldino; risalgono infatti all'epoca di Leopoldo II una serie di interventi per il potenziamento dell'infrastruttura, tra cui i grandi serbatoi per l'accumulo, la depurazione e la distribuzione delle acque ideati da Pasquale Poccianti, che rappresentano alcuni tra i più importanti episodi dell'architettura neoclassica in Toscana.
Pur essendo ancora parzialmente in funzione, diverse tratte dell'acquedotto versano oggi in condizioni di grave degrado a causa della scarsa manutenzione dei manufatti.

## Storia

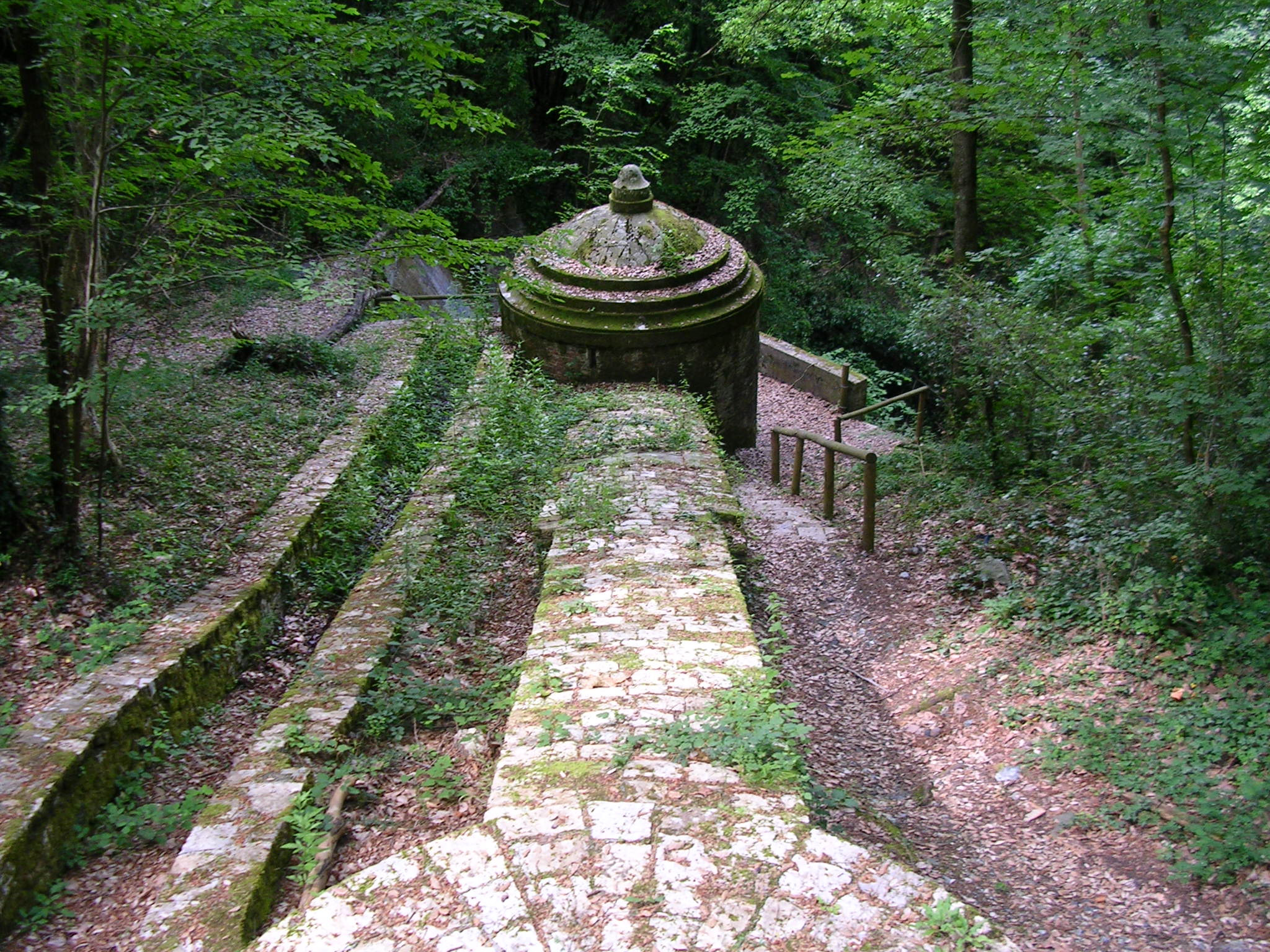
Sorgenti di Colognole

Il notevole incremento della popolazione di Livorno nel corso del Settecento, unito al crescente bisogno d'acqua del suo porto, rese necessaria la costruzione di un nuovo acquedotto, in sostituzione delle antiche condotte seicentesche realizzate sotto il granduca Ferdinando I de' Medici. Fu Pietro Leopoldo, alla fine del XVIII secolo, ad avviare i primi studi sulle sorgenti presenti nel territorio livornese. Tuttavia, alla morte del fratello Giuseppe, il granduca fu richiamato a Vienna per essere incoronato imperatore austriaco, lasciando il trono della Toscana al figlio Ferdinando.
La scelta cadde sulle sorgenti di Colognole, sul versante orientale delle colline alle spalle della città; scartata l'idea dell'ingegner Bombicci di realizzare un dispendioso tunnel attraverso le colline tra Colognole e Livorno, prevalse il progetto dell'ingegner Giuseppe Salvetti, che ritenne più sicuro aggirare il colle con un tracciato lungo circa diciotto chilometri.
Il progetto del Salvetti fu approvato dal granduca Ferdinando III con motuproprio del 7 novembre 1792 e i lavori ebbero inizio nel 1793, con la costruzione delle prime arcate nella zona di Pian di Rota, sul rio Tanna e sul rio Corbaia, a cui fece seguito lo scavo di alcune gallerie.
Il cantiere subì un'interruzione nel 1799, quando il granducato fu invaso delle truppe francesi; il successivo passaggio della Toscana sotto il dominio Borbonico e la morte del Salvetti ostacolarono il proseguimento di lavori.
Solo nel 1806 la regina d'Etruria Maria Luisa, dopo aver approvato una relazione dell'architetto Riccardo Calocchieri che mirava a concludere l'opera nella forma più conveniente, affidò la direzione dei lavori all'ingegner Ranieri Zocchi, dando nuovo slancio all'impresa dell'acquedotto; le attenzioni dell'ingegner Zocchi si concentrarono sul restauro delle condotte e sulla realizzazione delle opere di allaccio delle sorgenti.

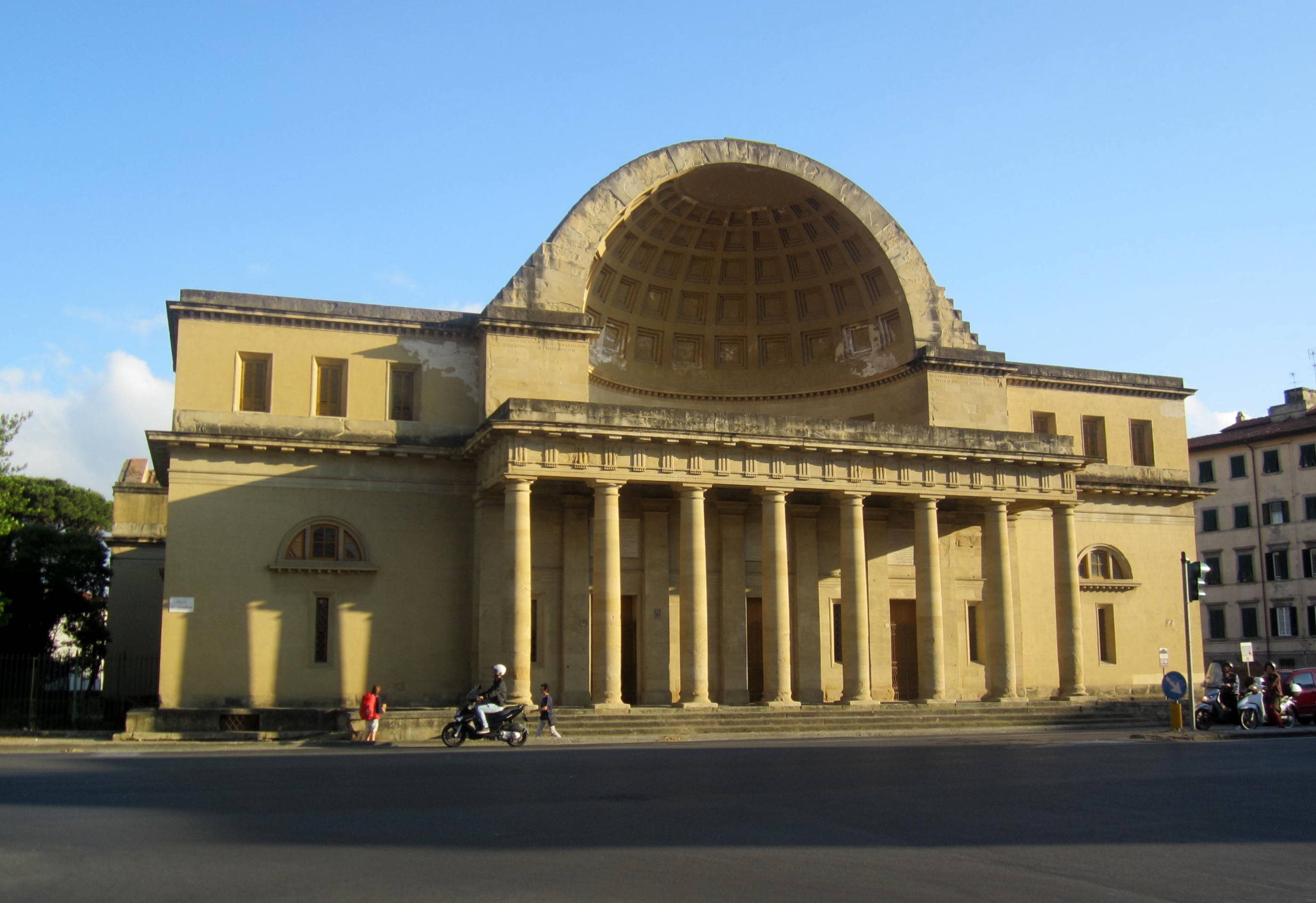
Il Cisternone

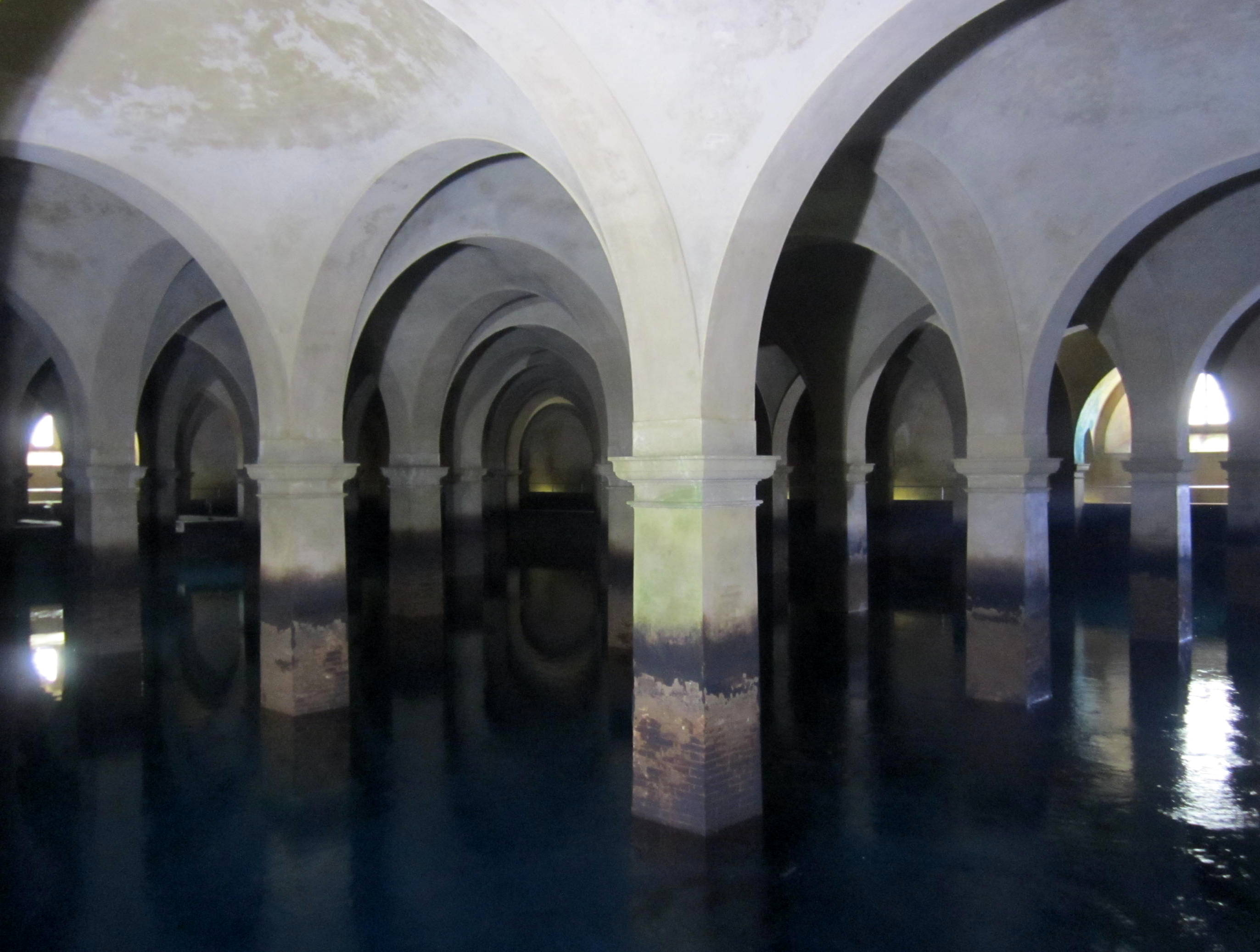
Interno del Cisternone

Nel 1809, in epoca napoleonica, l'opera passò nuovamente di mano, sotto la diretta gestione della comunità: il maire di Livorno ne decise l'affidamento all'architetto comunale Pasquale Poccianti.
Frattanto, caduto Napoleone e restaurata la dinastia lorenese sul trono del Granducato di Toscana, Poccianti fu confermato nel suo ruolo e il 30 maggio 1816 le acque sorgive provenienti da Colognole raggiunsero la fonte della Pina d'Oro, nel sobborgo di Livorno ubicato fuori dalla Porta a Pisa. L'acquedotto però non poteva dirsi completato; pertanto, sotto il granducato di Leopoldo II, il principale artefice delle più importanti opere pubbliche della Toscana, fu istituita una commissione per il compimento e la manutenzione dell'Acquedotto di Colognole.
Nel 1827 Poccianti delineò le principali opere per la distribuzione, accumulo e depurazione delle acque. Alla relazione erano allegate le tavole con i progetti di alcuni imponenti serbatoi che dovevano purificare l'acqua lungo il percorso, garantendone un'adeguata distribuzione: la cisterna della Castellaccia (non realizzata) e, a Livorno, la Cisterna di Pian di Rota (successivamente distaccata dalla rete idrica), la Gran Conserva o Cisternone (ancor oggi funzionante) ed infine il Cisternino di città (quest'ultimo mai entrato in funzione).
Tra tutte, il Cisternone sorprende per il chiaro linguaggio architettonico, che rimanda alle architetture romane e all'architettura neoclassica francese di Étienne-Louis Boullée e Claude-Nicolas Ledoux.
Si coglie inoltre in Poccianti, la volontà di creare una sorta di percorso didascalico attraverso l'intera opera dell'acquedotto: partendo dal Cisternone, un ampio viale avrebbe condotto il visitatore fino alle sorgenti, incontrando lungo il percorso le gallerie, le arcate ed i casotti d'ispezione realizzati in forme di tempietti neoclassici. Tuttavia, le trasformazioni urbane della città, con la realizzazione della nuova cinta daziaria di Alessandro Manetti, ostacoleranno i progetti della passeggiata (poi viale Carducci), che sarà realizzata in tono minore rispetto alle intenzioni di Poccianti.
L'architetto muore nel 1858, lasciando la conclusione dell'acquedotto al suo allievo Angiolo della Valle, a cui si devono alcuni restauri e il potenziamento delle condotte nei primi anni dell'unità d'Italia.

## Tracciato
L'Acquedotto ha origine dalle ricche sorgenti del torrente Morra, detto nel suo tratto iniziale Camorra (Caput Morrae) presso Colognole; esso, con un percorso di diciotto chilometri, raggiunge Livorno. 
Negli edifici che proteggono le sorgenti e nelle cisterne di raccolta è presente una fauna tipica delle cavità prive di luce, la cavalletta dello Schiavazzi (Dolichopoda schiavazzii), scoperta proprio nelle sorgenti dall'entomologo Giuseppe Schiavazzi (1868-1952).
Il condotto in pietra attraversa le Parrane e si articola tra trafori ed arcate, in particolare in doppie arcate in località Rio Corbaia. Nel tratto successivo, l'acquedotto attraversa le colline con trafori di notevole lunghezza, come quello di Bellavista e soprattutto quello del Fornello, che i suoi oltre 700 metri è il più lungo di tutto il percorso.
Le condotte proseguono quindi lungo la via delle Sorgenti e giungono al Cisternino di Pian di Rota, dove troviamo il cosiddetto Purgatorio per il filtraggio delle acque, ultimato nel 1852 e distaccato dalla rete idrica nel 1893.

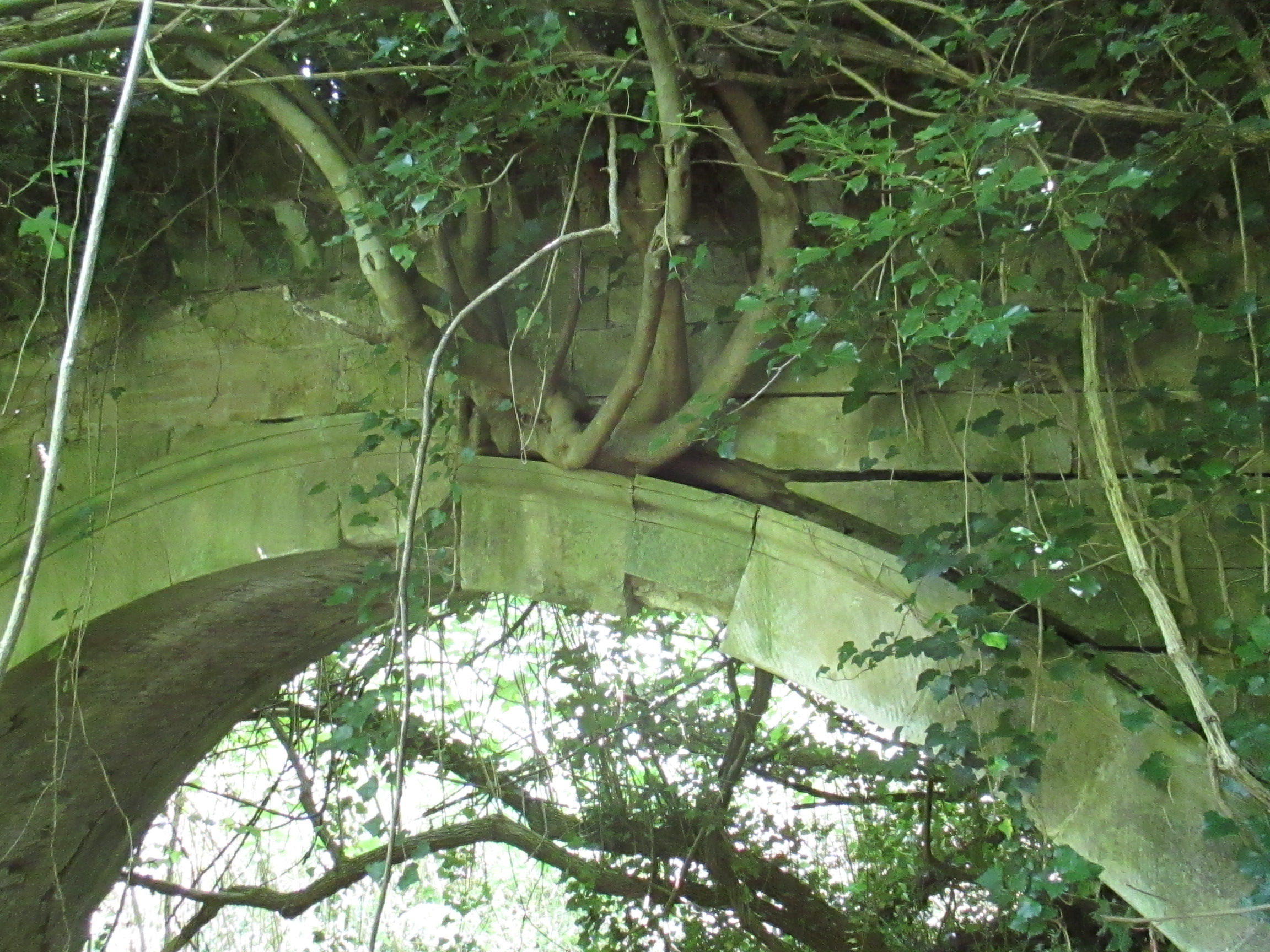
Dissesto statico delle arcate della Castellaccia

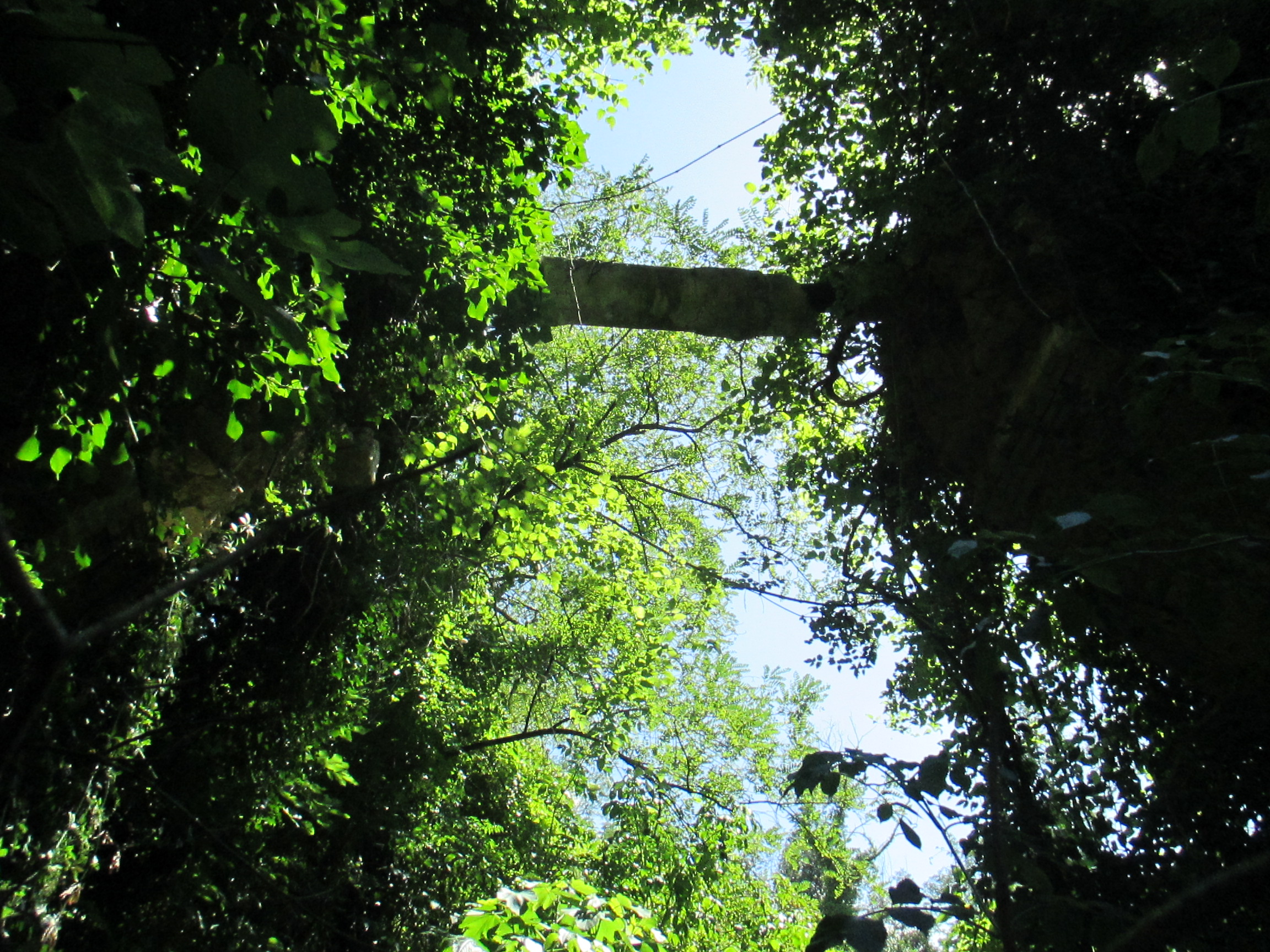
Un'arcata crollata del ponte della Castellaccia, con la tubazione rimasta sospesa tra due monconi della struttura

Dopo aver superato la valle della Fornace e del rio della Puzzolente con una serie di arcate, il percorso raggiunge la città, concludendosi, al termine di un lungo viale alberato (Viale Carducci) nel Cisternone o Gran Conserva, opera monumentale realizzata tra il 1829 ed il 1842 con lo scopo di garantire l'approvvigionamento idrico della città e ai sobborghi.
Un terzo serbatoio fu innalzato nel centro cittadino, ma in realtà non è entrato mai in funzione; dopo aver ospitato, dal dopoguerra, la "Casa della Cultura", è stato successivamente riadattato come spazio pensato per catalizzare la partecipazione della cittadinanza nei diversi ambiti di intervento comunale.

## Stato attuale
A partire dall'inizio del Novecento, con l'apertura dell'acquedotto di Filettole, le sorgenti di Colognole hanno rivestito sempre meno importanza per l'approvvigionamento della città di Livorno. 
Dagli anni settanta del Novecento, l'acquedotto alimenta direttamente solo le località di Parrana San Giusto, Parrana San Martino (frazioni di Collesalvetti) e Valle Benedetta (frazione di Livorno), mentre le infrastrutture a valle, collegate alla rete idrica di Livorno, sono comunque impiegate per portare le condotte in pressione dalla città fino alle zone limitrofe dell'entroterra.
Il complesso è interamente proprietà del Comune di Livorno ed è affidato alla gestione di ASA.
Malgrado il valore storico, ingegneristico e architettonico del manufatto, molte sue parti versano comunque in stato di profondo degrado, tanto che alcune strutture risultano gravemente danneggiate a causa della folta vegetazione che si insinua tra le opere murarie; si registra infatti il crollo di gallerie e arcate monumentali, mentre alcuni elementi di pregio risultano completamente ricoperti dalla vegetazione cresciuta incontrollata.
Inoltre, in diversi punti le arcate sono recintate all'interno di appezzamenti privati, nonostante la proprietà degli enti pubblici si estenda anche su una fascia di rispetto di sette metri su ciascun lato della condotta.
Un parziale intervento sulla vegetazione si è comunque registrato tra il 2019 e il 2020, con interventi nella zona delle Parrane e di Pian di Rota.

## Altre immagini

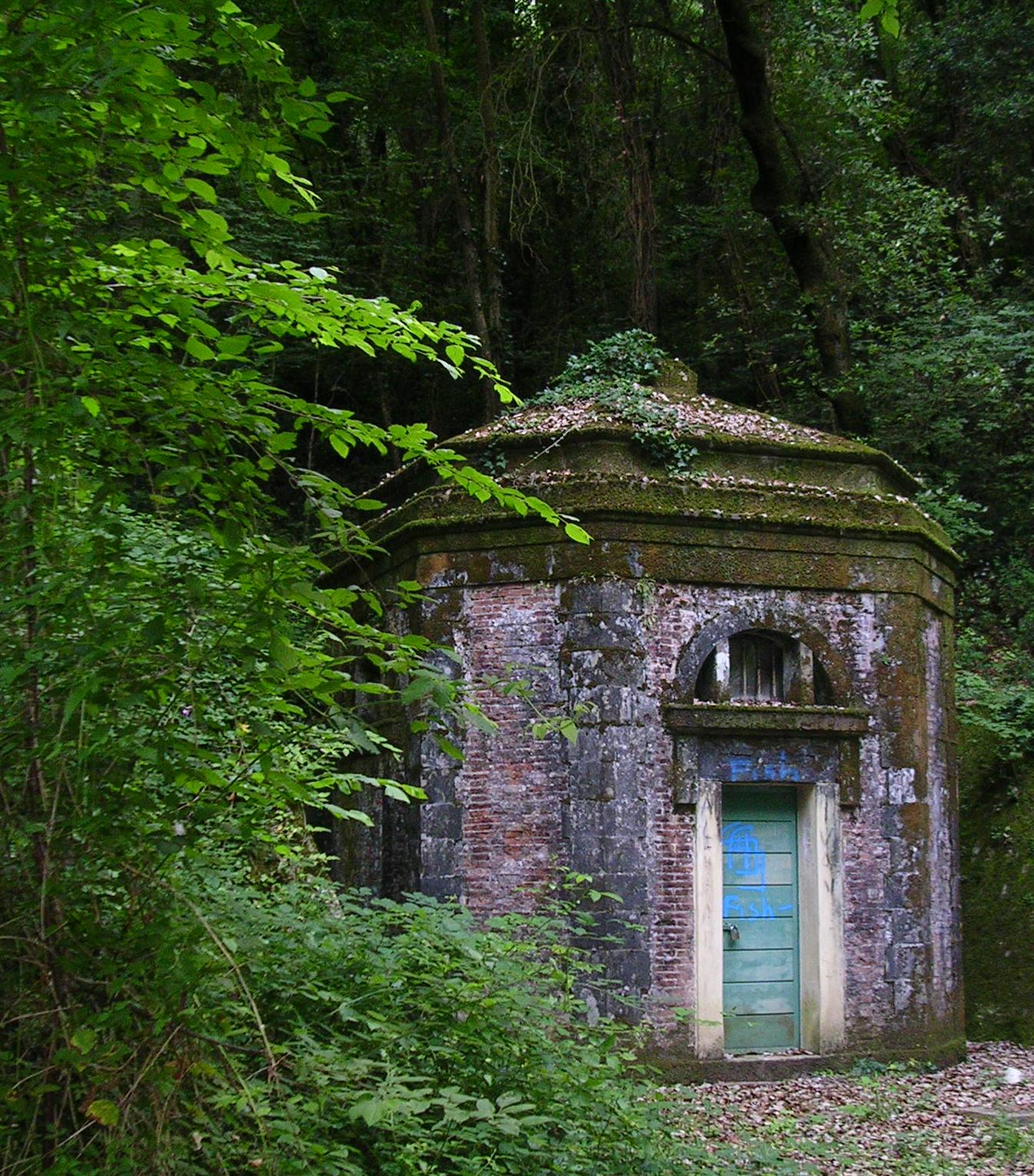
Cisterna presso le sorgenti di Colognole
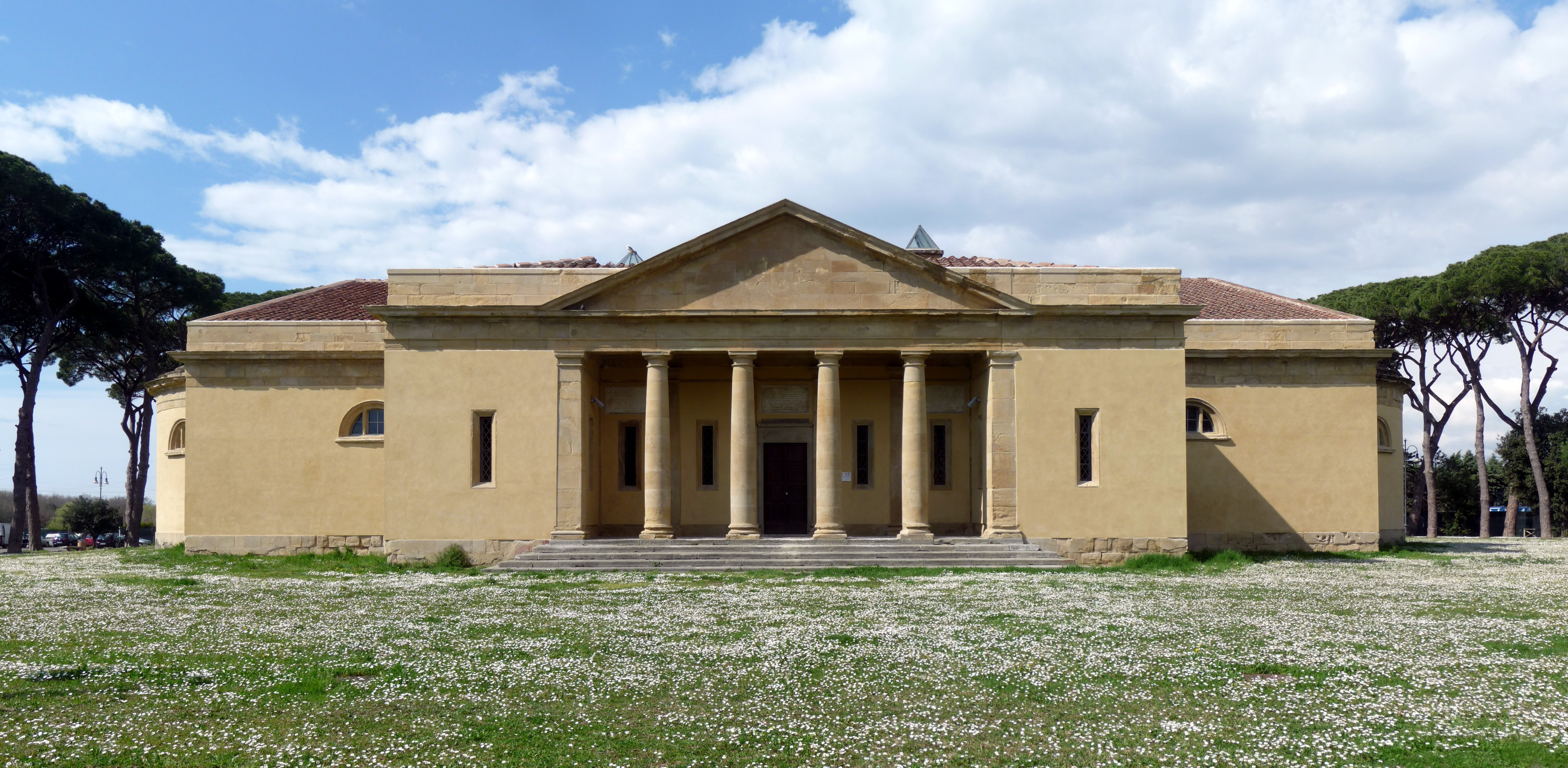
Cisternino di Pian di Rota
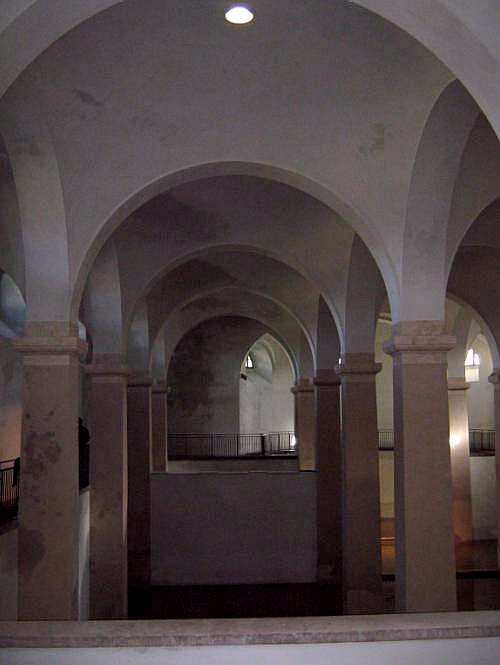
Interno del Cisternino di Pian di Rota
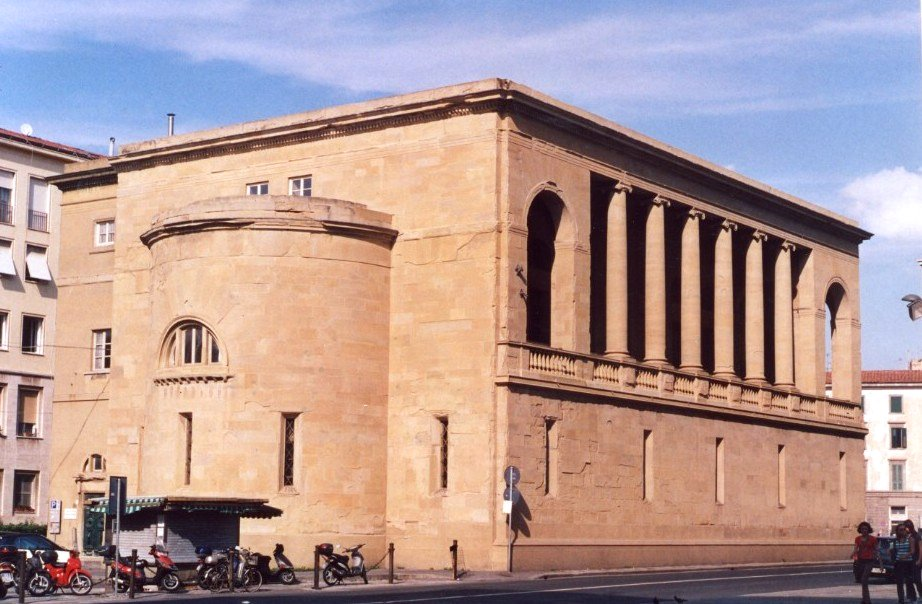
Cisternino di città